# وايب أوت 3
وايب أوت 3 (بالإنجليزية: Wipeout 3)‏، هي لعبة فيديو إلكترونية من نوع سباقات، صدرت في السوق سنة 1999م، وتعمل حصراً لنظام التشغيل بلاي ستيشن، وهي الجزء الثالث من سلسلة وايب أوت.